# Pterotricha strandi
Pterotricha strandi är en spindelart som beskrevs av Sergei Aleksandrovich Spassky 1936. Pterotricha strandi ingår i släktet Pterotricha och familjen plattbuksspindlar.
Artens utbredningsområde är Turkmenistan. Inga underarter finns listade i Catalogue of Life.